# Vila Soeiro
Vila Soeiro is een plaats (freguesia) in de Portugese gemeente Guarda en telt 58 inwoners (2001).